# Osterhofen (Bad Waldsee)
Osterhofen ist ein Wohnplatz des Stadtteils Haisterkirch der Stadt Bad Waldsee.

## Lage
Osterhofen liegt nordöstlich von Hittelkofen zwischen der Osterhofer Ach und dem Haisterkircher Rücken an der nordöstlichen Grenze des Gebietes von Bad Waldsee, in einer eiszeitlich überformten Landschaft der Riß-Aitrach-Platten, welche ein Teil der Donau-Iller-Lech-Platte sind.

### Hydrologisch
Durch Osterhofen fließt der Osterhofer Bach, ein kleiner Bach, welcher sein Quellgebiet östlich vom Ort im Bereich Vorderer Berg hat und anfangs aus mehreren kleinen Rinnsalen besteht, welche sich im Bereich Sandweg vereinigen. Im Dorfgebiet ist er stark verrohrt und speist mehrere Fischteiche und kleine Weiher. Am westlichen Ortsrand mündet er in die Osterhofer Ach welche Lokal auch Haisterbach genannt wird, in dessen Gewässereinzugsgebiet das auch Dorf liegt. Die Osterhofer Ach entwässert über Umlach, Riß und Donau in das Schwarze Meer.

## Verkehrsanbindung
Osterhofen ist über zwei Kreisstraßen erreichbar, aus nordöstlicher Richtung kommend, führt die K 7933 von Eggmannsried (an der B 465) durch den Ort. Sie verläuft dann weiter in Südwestlicher Richtung über Hittelkofen, Haisterkirch und Hittisweiler nach Menisweiler an der L 314. Aus dem Norden ist Osterhofen über die K 7931 erreichbar, welche von Mühlhausen (an der B 465) kommt. Zusätzlich führt ein Gemeindeverbindungsweg nach Osten über Graben und die Grabener Höhe bis nach Wengen am Westrand des Wurzacher Rieds.

### Radverkehr
Vom Nordöstlichen Ende von Osterhofen führt ein Radweg nach Osten, teilweise entlang der K 7933, über Oberhaslach nach Eggmannsried. Von dort aus kann man auf einem Teilweise Asphaltierten Radweg weiter nach Osten über Unterschwarzach und mehrere kleine Wohnplätze bis nach Bad Wurzach fahren. In Eggmannsried besteht zudem die Möglichkeit, auf für Radfahrer ausgewiesenen Gemeindeverbindungswege über Mauchenmühle nach Mühlhausen zu fahren. Nach Haisterkirch führt ein landwirtschaftlicher, asphaltierter Weg entlang der Osterhofer Ach, der für Radfahrer ausgeschildert ist. 
Osterhofen ist direkt an das Radnetz BW angebunden, welches von Ampfelbronn im Norden über Mauchenmühle und das GNNS-Testfeld Osterhofen in den Ort kommt, und weiter entlang des Weges entlang der Osterhofer Ach über Hittelkofen, Haisterkirch und das Tannenbühl nach Bad Waldsee führt.

### Freizeitwege
Osterhofen liegt an mehreren Freizeitwegen für Radfahrer und Wanderer. Der nach dem Ort benannte Kapellenweg Osterhofen beginnt im Ortskern an der Kapelle und verbindet die umliegenden Orte und Kapellen. Zudem führt der Donau-Bodensee Radweg durch den Ort und der Main-Donau-Bodensee-Weg (HW 4) verläuft in einem Abschnitt auf dem Haisterkircher Rücken nur wenige hundert Meter an Osterhofen vorbei.

## Geschichte
Die erste urkundliche Erwähnung von Osterhofen unter dem Namen Osterhouen stammt aus dem Jahr 1257.
Im Jahr 1771 fand die Vereinödung statt und die Kapelle Mariä Opferung wurde 1762 erbaut.
Im Jahr 1834 war Osterhofen eine kleine, ländliche Gemeinde mit 305 Einwohnern. Der Ort war gut angebunden durch seine Lage an der Osterhofer Ach und der Vicinal-Straße nach Ochsenhausen. Osterhofen besaß eine eigene Schule, eine Kapelle und eine Schildwirtschaft (Gasthaus). Die landwirtschaftliche Bedeutung des Ortes wurde durch drei Mahl- und zwei Ölmühlen unterstrichen. Des Weiteren befanden sich die Gerichtsgebäude, das Gefängnis und der Richtplatz der Grafschaft Bad Waldsee in Osterhofen.

## Sportanlagen
Osterhofen selbst verfügt über keine eigenen Sportanlagen. Dennoch erlangte der Ort in Radsportkreisen überregionale Bekanntheit. Im Ortskern beginnt die Schlussetappe des jährlich im September stattfindenden Grabener-Höhe-Zeitfahrens, deren steiler Anstieg eine besondere Herausforderung darstellt. Diese Steigung ist ganzjährig eine beliebte und bekannte Trainingsstrecke für Rennradfahrer. Im Jahr 2023 fand das 30. Rennen statt.

## Vereine
- NZ Waldhex Osterhofen-Hittelkofen e.V., gegründet 1999
- Förderverein Kapelle Osterhofen, gegründet 2020[7]

## Kapelle, Mariä Opferung
Die für ein Dorf außerordentlich reich ausgestattete Kapelle wurde 1762 erbaut und im Auftrag der marianischen Bruderschaften innen ausgemalt.

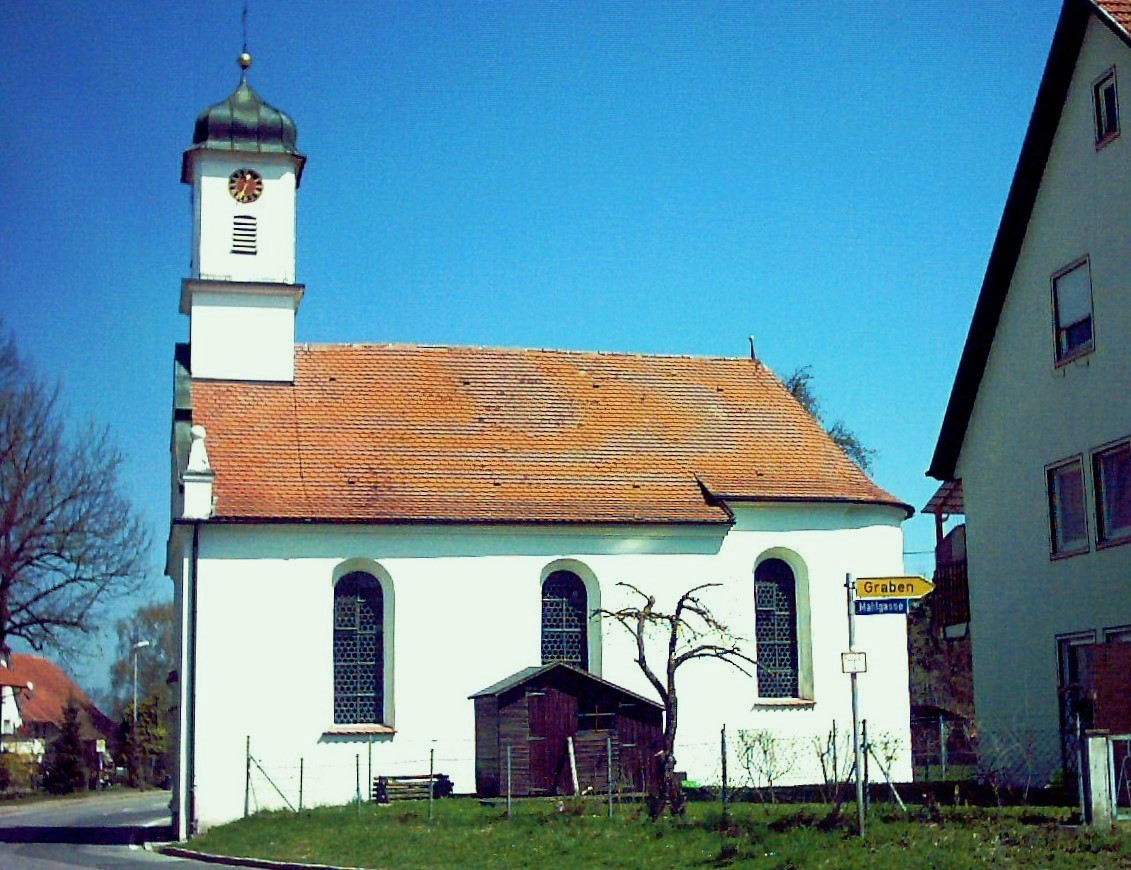
Kapelle Mariä Opferung von 1762

2009: Einbau eines elektrischen Läutwerks, welches durch private Spenden finanziert wurde.
Momentan kann die katholische Kapelle aufgrund des desolaten Zustandes der Elektrik und des Dachstuhles nicht benutzt werden. Für die Sanierung hat die Kirchengemeinde bereits im Frühjahr 2017 15.000 € gespendet.
Seit 2024 finden umfangreiche Renovierungsarbeiten statt. Im Zuge dieser Maßnahmen wurden die wertvollen Deckengemälde durch Fachrestauratoren gereinigt. Die Restaurierung der Heiligenfiguren und des Altars erfolgt vor Ort. Zudem wurde mit der Sanierung des Dachstuhls begonnen.
Es gibt einen Förderverein Kapelle Osterhofen e.V.
Mariä Opferung ist eine der größten Kapellen in der Region.

## Söhne und Töchter von Osterhofen

### Josef Anton Huber
Josef Anton Huber wurde am 4. Juni 1905 in Osterhofen geboren. Er besuchte von 1911 bis 1925 die Volksschule in Osterhofen.
Seine politische Karriere begann nach dem Zweiten Weltkrieg. Von 1946 bis 1970 war er Landrat des Kreises Aalen. Parallel dazu war er von 1950 bis 1952 Mitglied des Landtages und von 1952 bis 1953 Mitglied der Verfassunggebenden Landesversammlung. 
Josef Anton Huber verstarb am 9. Juli 1998 in Aalen.

## Maibaum
Seit 1970 wird der Maibaum in Osterhofen traditionell am Abend des 30. April unter Einsatz moderner Forsttechnik aufgestellt. Mit einer Höhe von 29,5 Metern im Jahr 2025 zählt er zu den höchsten Maibäumen der Region. Ein besonderes Zeugnis der Osterhofer Tradition ist der Maibaum von einst, der mit 42 Metern die bisherige Höchstmarke darstellt.
Auch in den außergewöhnlichen Corona-Jahren 2020 und 2021 wurde die Maibaumtradition aufrechterhalten, indem jeweils kleinere Bäume entgegen der üblichen öffentlichen Zeremonie heimlich und mit reiner Muskelkraft errichtet wurden.
Der Maibaum in Osterhofen ist der letzte Maibaum auf der Gemarkung Haisterkirch.

## Windkraft
Nordwestlich von Osterhofen befinden sich mehrere räumlich zusammenliegende Windparks in der Planungsphase, deren genaue Anzahl noch nicht feststeht.

### Windpark Bad Waldsee
Die Planung eines Windparks mit bis zu sieben Anlagen durch die EnBW Windkraftprojekte GmbH auf der Gemarkung Bad Waldsee/Haisterkirch läuft. Grundstücksgespräche fanden 2022–2024 statt, die Stadt wurde im März 2023 informiert, und Windmessungen begannen im Mai 2023. Der Genehmigungsprozess läuft mit einem Kick-Off Termin im Januar 2024 und der Einreichung des Antrags auf Vorbescheid im Mai 2024. Die Genehmigung (BIMSCHG) wird für Januar 2026 und die EEG-Zuschlagserteilung für Q1 2026 erwartet. Der Baubeginn ist für 2028 und die Inbetriebnahme für 2029 geplant. Es sollen Nordex-Binnenlandanlagen mit ca. 175 m Rotordurchmesser und 266 m Gesamthöhe eingesetzt werden, die eine Gesamtleistung von 48 MW und eine jährliche Stromerzeugung von ca. 100.000 MWh ermöglichen sollen. Vor dem Baubeginn erfolgen noch Umweltprüfungen.

### Windpark Haisterkirch
Geplant ist die Errichtung eines Windparks mit zwei Windenergieanlagen des Typs Nordex N175 (267 m Gesamthöhe). Der Standort wurde aufgrund guter Windhöffigkeit, Erschließbarkeit und Nähe zum Umspannwerk als geeignet bewertet und liegt in einem geplanten Windenergie-Vorranggebiet des RPVBO. Ein Antrag auf Vorbescheid für die zwei Anlagen wurde im Juli 2024 eingereicht, parallel zu Planungen der EnBW für sieben weitere Anlagen in der Nähe. Die Inbetriebnahme ist für 2027 geplant. Die Leistung des Windparks soll 13,6 MW betragen, ca. 30.000 MWh jährlich erzeugen und rund 8.570 Haushalte versorgen.

### Windpark Bad Waldsee Projekt GmbH & Co. KG
Die Windpark Bad Waldsee Projekt GmbH & Co. plant die Windräder im nordwestlichen Bereich.

### Innova Windpark
Auf einer Bürgerversammlung am 17. März 2025 in der Stadthalle Bad Waldsee gab Innova bekannt, ebenfalls einen Windpark mit drei Windrädern im nordöstlichen Teil des Gebiets zu planen.

## Karten
- Topographische Karte 1:25.000 Nr. 8024 (Landesamt für Geoinformation und Landentwicklung Baden-Württemberg)[Karten 1]
- Topographische Karte 1:50.000 Nr. 8124 (Landesamt für Geoinformation und Landentwicklung Baden-Württemberg)[Karten 2]
- Topographische Karte 1:100000 Nr. C8322 (Landesamt für Geoinformation und Landentwicklung Baden-Württemberg)[Karten 3]
- Auf der Webseite https://www.leo-bw.de/ sind historische Kartenblätter von Osterhofen aus dem Jahr 1824 verfügbar.[Karten 4][Karten 5]

### Geschichte
1. 1 2  Osterhofen - Wohnplatz - Detailseite - LEO-BW. Abgerufen am 12. April 2025.
2. ↑  Seite:Oberamt Waldsee 156.png – Wikisource. Abgerufen am 26. März 2025.
3. ↑  Osterhofen - Wohnplatz - Detailseite - LEO-BW. Abgerufen am 6. Juni 2019.

### Gebäude
1. ↑  Markus Lorinser: Kapelle Mariä Opferung. Abgerufen am 7. Juni 2019.
2. ↑  Ärger um Kapelle in Osterhofen wächst an. In: schwaebische.de. 14. Oktober 2017, abgerufen am 7. Juni 2019.
3. ↑  Monika Bendel: Renovierung der Kapelle in Osterhofen kommt voran. In: dieBildschirmzeitung. 1. März 2025, abgerufen am 22. März 2025.

### Infrastruktur
1. ↑  Windpark Bad Waldsee | EnBW. Archiviert vom Original am 17. Januar 2025; abgerufen am 5. April 2025.
2. ↑  Windpark Haisterkirch. In: LAOCO. Abgerufen am 5. April 2025.
3. ↑  Dorothee Kammel: Widerstand gegen Windkraft: Bürger sind aufgebracht - und das zeigen sie auch. 18. März 2025, abgerufen am 5. April 2025.

### Karten
1. ↑  Übersichtskarte Süd der TK 25. Archiviert vom Original (nicht mehr online verfügbar) am 6. Juni 2019; abgerufen am 12. April 2025.
2. ↑  Übersichtskarte Süd der TK 50. Archiviert vom Original (nicht mehr online verfügbar) am 6. Juni 2019; abgerufen am 12. April 2025.
3. ↑  Übersichtskarte der Topographische Karten 1:100 000. Archiviert vom Original (nicht mehr online verfügbar) am 6. Juni 2019; abgerufen am 12. April 2025.
4. ↑  Kartenblatt SO LVII 50 Stand 1824 ca Hittelkofen Bad Waldsee Osterhofen Bad Waldsee - Detailseite - LEO-BW. Abgerufen am 26. März 2025.
5. ↑  Kartenblatt SO LVII 51 Stand 1824 ca Hittelkofen Bad Waldsee Osterhofen Bad Waldsee - Detailseite - LEO-BW. Abgerufen am 26. März 2025.

### Maibaum
1. ↑  Maibaumstellen in Osterhofen. 15. Mai 2021, abgerufen am 18. Mai 2025 (deutsch).
2. ↑  Sandra Baumann: Ein prächtiger Maibaum steht in Osterhofen. In: dieBildschirmzeitung. 2. Mai 2024, abgerufen am 18. Mai 2025.

### Sonstige
1. ↑  Karte: Naturräume - Daten- und Kartendienst der LUBW. Abgerufen am 13. August 2025.
2. ↑  Karte: Gewässerkarte - Daten- und Kartendienst der LUBW. Abgerufen am 13. August 2025.
3. ↑  Karte: Lagekarte - Daten- und Kartendienst der LUBW. Abgerufen am 13. August 2025.
4. ↑  Radroutenplaner Baden-Württemberg - Lage Radnetz BW. Abgerufen am 13. August 2025.
5. ↑  Donau-Bodensee-Radweg | Oberschwaben-Tourismus. Abgerufen am 6. Juni 2019.
6. ↑  'Main-Donau-Bodensee-Weg HW 4 (Übersicht/Gesamtstrecke)' - Wandervorschlag. Abgerufen am 6. Juni 2019.
7. ↑  Rudi Martin: Der Förderverein Kapelle Osterhofen ist gegründet. 14. August 2020, abgerufen am 23. März 2025.
8. ↑  Huber Anton Josef - Detailseite - LEO-BW. Abgerufen am 6. Juni 2019.

Ankenreute |
Arisheim |
Atzenreute |
Bäuerle |
Dinnenried |
Dinnenried |
Durlesbach |
Ehrensberg |
Englerts |
Enzisreute |
Gaisbeuren |
Graben |
Greut |
Haisterkirch |
Haldenhof |
Haldensäge |
Haslanden |
Hifringen |
Hittelkofen |
Hittisweiler |
Hopfenweiler |
Im Heustöckle |
Kohhaus |
Kümmerazhofen |
Kurzes |
Lenatweiler |
Magenhaus |
Mattenhaus |
Mennisweiler |
Michelberg |
Michelwinnaden |
Mittelurbach |
Neuurbach |
Obermöllenbronn |
Oberurbach |
Osterhofen |
Reichertshaus |
Reute |
Schellenberg |
Schlupfen |
Seeden |
St. Magnushof |
Stadel |
Steinach |
Steinenberg |
Tobel |
Untermöllenbronn |
Unterurbach |
Volkertshaus |
Vorderurbach |
Wolpertsheim